# Godan Khan
Godan Khān (grafia mongola: Годан/ᠭᠣᠳᠠᠨ, Koton; in lingua tibetana གོ་དན་, Go dan; 闊端S, KuòduānP; in persiano كوتان‎, Kūtān; 1206 – 1251) è stato un condottiero mongolo.

## Biografia
Secondo figlio di Ögödei Khan (1189-1241), ha dominato dapprima la regione del Tibet orientale conquistando Amdo. In seguito, nel 1240, le sue truppe penetrarono nel Tibet centrale raggiungendo 'Phan po (a 100 km a nord di Lhasa) e saccheggiando l'importante Monastero di Rwa sgreng. 
Nel 1244, Godan si decise a convocare il dotto monaco buddista tibetano Kun dga' rgyal mtshan (ཀུན་དགའ་རྒྱལ་མཚན, Künga Gyaltsen, 1185-1251, conosciuto anche con l'epiteto di sa pan ས་པན che intende rendere l'espressione Sakya Paṇḍita, ovvero il "dotto dei sa skya") nel suo accampamento a Liangzhou (tibetano: mKhar tsan), invitandolo a siglare la sottomissione dell'intero Tibet all'impero mongolo. 
Secondo i resoconti tibetani, Kun dga' rgyal mtshan si recò dal khan mongolo insieme a due suoi nipoti,  Phags pa bLo gros rgyal mts'an (འཕགས་པ་བློ་གྲོས་རྒྱལ་མཚན, Pakpa Lodrö Gyaltsen, 1235-1280) e Phyag na rdo rje  (ཕྱག་ན་རྡོ་རྗེ་, Chana Dorje, 1239-1267), lì chiese al khan mongolo di difendere il buddismo, convincendolo a smettere di fare stragi di cinesi e, curandolo da una malattia della pelle, lo convertì a quella religione.
Con il successore di Godan, Kubilai Khan (1215-1294), si instaurò quella relazione tra i bla ma tibetani e i conquistatori mongoli detta in tibetano yon mchod (ཡོན་མཆོད, lett. "patrono e religioso") dove ai primi veniva offerto il ruolo di curatori della religione, mentre i secondi si riservavano il dominio politico-militare. Infatti, Phags pa bLo gros rgyal mts'an, nipote di Kun dga' rgyal mtshan già precettore di Kubilai, sarà da questi nominato reggente del Tibet per conto dei mongoli, facendo acquisire al suo monastero (detto sa skya, ossia della "Terra grigia", dal luogo in cui era stato eretto nel 1073) il dominio politico-religioso sull'intera regione tibetana.